# Armand (film)
Armand is een Noors-Nederlands-Duits-Zweedse thriller uit 2024, geschreven en geregisseerd door Halfdan Ullmann Tøndel en zijn speelfilmdebuut. De hoofdrollen worden vertolkt door Renate Reinsve en Ellen Dorrit Petersen.

## Verhaal
Op een middag wordt Elizabeth naar de basisschool van haar zoon Armand geroepen nadat er een incident was geweest tussen haar zesjarige zoon en zijn klasgenootje Jon. Bij aankomst merkt Elizabeth dat het gesprek wordt geleid door de onervaren lerares Sunna en dat Jons ouders ook aanwezig zijn. Jon werd gewond aan het gezicht aangetroffen en gaf Armand hiervan de schuld. Maar niemand weet zeker wat er tussen de twee jongens is gebeurd en andere docenten mengen zich in het gesprek. Naarmate de middag vordert, wordt het steeds moeilijker om de waarheid te ontdekken. Al snel gaat het gesprek meer over de volwassenen dan over de betrokken kinderen.

## Rolverdeling
| Acteur                 | Personage |
| ---------------------- | --------- |
| Renate Reinsve         | Elizabeth |
| Ellen Dorrit Petersen  | Sarah     |
| Endre Hellestveit      | Anders    |
| Thea Lambrechts Vaulen | Sunna     |
| Øystein Røger          | Jarle     |
| Vera Veljovic          | Ajsa      |

## Productie
Armand is het regiedebuut van Halfdan Ullmann Tøndel, kleinzoon van de Noorse actrice Liv Ullmann en de Zweedse filmmaker Ingmar Bergman. De film wordt geproduceerd door Berentsen Ottmar voor Eye Eye Pictures' in coproductie met Keplerfilm (Nederland), One Two Films (Duitsland), Prolaps Produktion (Zweden) en Film i Väst (Zweden).

## Release en ontvangst
Armand ging op 18 mei 2024 in première op het Filmfestival van Cannes in de Un certain regard-sectie en won de Caméra d'or (voor beste debuutfilm). De film kreeg overwegend positieve kritieken van de filmcritici, met een score van 71% op Rotten Tomatoes, gebaseerd op 21 beoordelingen.
De film werd geselecteerd als Noorse inzending voor de beste niet-Engelstalige film voor de 97ste Oscaruitreiking.

## Prijzen en nominaties
De belangrijkste:
| Jaar | Prijs                   | Categorie                             | Genomineerde(n)                       | Uitslag     |
| ---- | ----------------------- | ------------------------------------- | ------------------------------------- | ----------- |
| 2024 | Europese filmprijzen    | Beste debuutfilm                      | Halfdan Ullmann Tøndel                | Gewonnen    |
| 2024 | Europese filmprijzen    | Beste actrice                         | Renate Reinsve                        | Genomineerd |
| 2024 | Europese filmprijzen    | European University Film Award (EUFA) | European University Film Award (EUFA) | Genomineerd |
| 2024 | Filmfestival van Cannes | Prix Un certain regard                | Halfdan Ullman Tondel                 | Genomineerd |
| 2024 | Filmfestival van Cannes | Caméra d'or                           | Halfdan Ullman Tondel                 | Gewonnen    |